# Eighth Wonder
Eighth Wonder var en popgrupp från England med Patsy Kensit som sångare.
Bandet hade stora hits på 1980-talet, "Cross My Heart", "Baby Baby" och den Pet Shop Boys-producerade "I'm Not Scared".

## Diskografi
Studioalbum
- 1988 – Fearless

Samlingsalbum
- 1988 – The Remix Collection
- 1989 – The Best Remixes

Singlar (topp 100 på UK Singles Chart)
- 1985 – "Stay With Me" (#65)
- 1986 – "Will You Remember?" (#83)
- 1988 – "I'm Not Scared" (#7)
- 1988 – "Cross My Heart" (#13)
- 1988 – "Baby Baby" (#65)